# Słomka (dopływ Mszanki)
Słomka – potok, prawy dopływ Mszanki o długości 7,7 km i powierzchni zlewni 14,8 km².
Zlewnia potoku znajduje się w Beskidzie Wyspowym. Wypływa na północnych stokach Ćwilina, po zachodniej stronie Przełęczy Gruszowiec. Spływa początkowo w północno-zachodnim kierunku pomiędzy stokami Ćwilina i jego grzbietu, potem napotykając stoki Lubogoszcza zmienia kierunek na południowo-wschodni, spływając doliną pomiędzy Lubogoszczem i Czarnym Działem. Zasilany jest potokami spływającymi z Ćwilina, Czarnego Działu i Lubogoszcza. W centrum Mszany Dolnej, na wysokości 393 m n.p.m. uchodzi do Mszanki. Ujście to znajduje się tuż powyżej mostu nad Mszanką.
Słomka płynie przez miejscowości Kasina Wielka, Słomka i Mszana Dolna. Wzdłuż jej biegu, po orograficznie prawej stronie prowadzi droga krajowa nr 28.